# Siewierz
Siewierz (udtale:[ˈɕɛvʲɛʂ])  er en by i den centrale  del af  voivodskabet Schlesien i  det sydlige Polen. Byen   har 5.635(2021) indbyggere og et areal på  38,22  km², og er en del af  powiatet Będzin.

## Historie
Siewierz blev første gang nævnt i 1125 og blev administreret af kastellanen af Bytom. I 1177 gav Kasimir 2. af Polen Siewierz til Mieszko 4. Tanglefoot, hertug af Schlesien og Racibórz, sammen med hele Hertugdømmet Bytom . Byen blev sæde for en separat kastellan i begyndelsen af det 13. århundrede. Under den første mongolske invasion af Polen, i 1241, brændte mongolerne byen og jævnede fortet med jorden.